# Romanitas (romanzo)
Romanitas è un romanzo ucronico del 2005 della scrittrice britannica Sophia McDougall.
È il primo di una trilogia di romanzi basati su un mondo in cui l'impero romano è sopravvissuto fino all'epoca contemporanea e domina la maggior parte del mondo. Gli altri due romanzi del ciclo sono Roma brucia (Rome Burning, 2007) e Il sangue di Roma (Savage City, 2010).

## Trama
Ambientato in un mondo alternativo in cui l'Impero Romano non ha subito il processo di decadenza e disgregazione da noi ben conosciuto e dove, nella nostra epoca, è una superpotenza mondiale e territorialmente è esteso su due terzi del globo. L'Impero Romano immaginato dalla scrittrice inglese, non avendo subito il regresso dell'epoca medievale, è tecnologicamente più avanzato del nostro mondo, ma ancora arretrato in fatto di diritti civili, dato che si regge su un'economia schiavista e si pratica ancora la crocifissione.
Punto di divergenza della storia reale si ha quando viene scoperto, alla fine del Secondo secolo dell'era Cristiana il complotto ai danni dell'imperatore Publio Elvio Pertinace. Nella realtà Pertinace fu ucciso e al suo posto, in seguito, diventò imperatore Lucio Settimio Severo, il quale, rafforzando notevolmente il potere decisionale dell'esercito, esautorò il Senato romano delle sue prerogative. Questo ebbe l'effetto di rendere dipendente lo stato romano dall'esercito. Per far fronte al suo mantenimento si dovettero aumentare notevolmente le tasse ai danni delle attività artigianali. Nei secoli successivi, sempre per diminuire l'impatto finanziario dell'esercito sull'economia, quest'ultimo fu composto prevalentemente da barbari.
Nel romanzo si immagina che Pertinace, dopo la scoperta del complotto a suo danno, come sovrano moderato riconferisca al Senato romano tutti i poteri di cui era stato privato dai suoi predecessori, e guidi una serie di campagne militari in direzione della Persia, dell'Europa centrale ed orientale. L'Impero Romano si espanderà nei secoli successivi, grazie al contatto con la Cina e alla scoperta della cosiddetta "Terranova" e conoscerà solo momentanee crisi da cui saprà riprendersi.
La vicenda si apre nell'anno 2757 dalla fondazione di Roma, sotto il regno dell'imperatore Tito Novio Fausto, quando, attraverso i maxischermi al centro delle città stanno trasmettendo in mondovisione le esequie per la morte di Terzo Novio Fausto Leone, eroe di guerra, fratello dell'Imperatore ed erede al trono; e della moglie Clodia Aurelia, morti in un incidente automobilistico nelle Alpi Galliche.
Marco, il loro figlio a Roma per il loro funerale, scopre che dietro l'incidente c'è un grave complotto.

## Cronologia di Romanitas
- 933 dalla fondazione di Roma - Marco Aurelio muore. Diventa imperatore il figlio Commodo.
- 945 dalla fondazione di Roma - Commodo, durante il suo sanguinario regno, impoverisce Roma. Viene assassinato da un gruppo di cospiratori, tra cui il suo ciambellano, la sua concubina e Laetus, il capo dei pretoriani. I cospiratori fanno credere che Commodo sia morto per apoplessia e fanno diventare imperatore Pertinace, figlio di un liberto.
- 945 dalla fondazione di Roma-957 dalla fondazione di Roma - Agli inizi del regno di Pertinace, Laetus incoraggia un complotto contro l'imperatore, ma viene scoperto. Laetus viene bandito. Pertinace mette al bando i Pretoriani, con la creazione di una forza di polizia da lui scelta, fa in modo da evitare ancora complotti a danno dell'imperatore. Pertinace toglie le tasse messe da Commodo, taglia alcune spese di palazzo, diminuisce le imposte ai contadini, incentiva il commercio e ridà potere al Senato di Roma.
- 957 dalla fondazione di Roma - Morte di Pertinace. Dopo la disastrosa successione di Commodo, Pertinace fu riluttante, prima della morte, a nominare suo figlio Publio Elvio Pertinace II Cesare ed erede al trono, ma il Senato accetta la successione.
- 957 dalla fondazione di Roma-973 dalla fondazione di Roma - Pertinace II continua le riforme economiche del padre, risanando le finanze imperiali. Ristruttura l'esercito, stacca le legioni dalle guarnigioni di frontiera per creare una forza più snella e mobile. Lega la paga dei soldati al tasso d'inflazione, li rende meno propensi alla corruzione e ne migliora pertanto la disciplina.
- 978 dalla fondazione di Roma - Il re persiano Ardashir uccide l'ultimo re dei Parti e crea l'Impero Sasanide. Lo zoroastrismo diviene la religione di Stato.
- 991 dalla fondazione di Roma - Continui attacchi delle tribù germaniche lungo il Reno ed il Danubio, ma l'esercito romano resiste e le ricaccia indietro. Per assicurarsi di aver disinnescato la minaccia, Pertinace II ordina alle legioni della Britannia, nonostante le proteste dei romano-britannici, di abbandonare l'isola e decide di attaccare la Germania e la Sarmazia.
- 983 dalla fondazione di Roma- 993 dalla fondazione di Roma - Ardashir invade l'India e la Siria romana. Poco dopo il figlio Shapur diventa imperatore.
- 991 dalla fondazione di Roma-995 dalla fondazione di Roma - Pertinace conquista la Germania e la c, spingendosi fino in Finnia ed in Gothia.
- 995 dalla fondazione di Roma - 1009 dalla fondazione di Roma - Guerre contro i Persiani. Ripresa la Siria.
- 1009 dalla fondazione di Roma - Morte di Pertinace II. Al trono Lucio Elvio Pertinace Sarmaticus. Vittorie romane in Europa orientale.
- 1013 dalla fondazione di Roma - 1018 dalla fondazione di Roma - L'esercito romano, rinforzato da truppe germaniche e grazie all'aiuto del Regno di Palmira, attacca e conquista l'Impero Persiano.
- 1018 dalla fondazione di Roma - 1044 dalla fondazione di Roma - Nonostante alcune ribellioni nella Persia romana, il controllo di Roma nella regione rimane saldo.
- 1044 dalla fondazione di Roma - 1066 dalla fondazione di Roma - Sotto Gaio Flavio Sulpiciano, figlio adottivo di Sarmatico, Roma perde la Persia e la Mesopotamia.
- 1066 dalla fondazione di Roma - 1098 dalla fondazione di Roma - Marco Flavio Sulpiciano Cruento riconquista la Mesopotamia e la Persia. Migliaia di Persiani vengono uccisi o ridotti a schiavitù. Persecuzione degli Ebrei, dei Cristiani e degli Zoroastriani. Invasione e conquista dell'Arabia. Cruento esporta la religione romana nella parte orientale dell'Impero.
- 1100 dalla fondazione di Roma - 1200 dalla fondazione di Roma - Seconda dinastia Flavia (1066 AUC-1234 AUC). Riconquista della Britannia, compresa la Caledonia e l'Hibernia. Qui c'è stata una rinascita della cultura celtica, ma la nostalgia per la dominazione romana ha portato ad una vittoria, per l'Impero, abbastanza agevole. Sporadiche incursioni di Unni, i quali vengono respinti, o assorbiti, da Roma. Graduale espansione verso la Scizia.
- 1200 dalla fondazione di Roma - 1300 dalla fondazione di Roma - Dinastia Acilia (1234 AUC-1618 AUC). Continua la conquista della Scizia. Attraverso la Persia, inizia l'espansione verso l'India. Lunghe guerre per conquistarla. Le divinità indiane vengono romanizzate.
- 1300 dalla fondazione di Roma - 1400 dalla fondazione di Roma - Le rivolte in India tengono perennemente occupate le forze militari.
- 1400 dalla fondazione di Roma - 1500 dalla fondazione di Roma - Tentata espansione infruttuosa verso la "Sina". Continui problemi in Siria, Persia e India.
- 1500 dalla fondazione di Roma - 1600 dalla fondazione di Roma - Confini contesi con la Sina. In India ed in Persia, benché sottomesse, ad ogni segno di debolezza dell'Impero, scoppiano ribellioni. In questo periodo la setta dei Cristiani ha cessato di esistere e le persecuzioni ai danni degli Zoroastriani e degli Ebrei sono finite, a loro viene negata la cittadinanza romana.
- 1600 dalla fondazione di Roma - 1700 dalla fondazione di Roma - Dinastia Cordia. Le province nordafricane tentano di rendersi indipendenti da Roma, ma esse sono strategicamente importanti perché sono il granaio dell'Impero, pertanto in questa zona viene incrementata la presenza militare.
- 1700 dalla fondazione di Roma - 1800 dalla fondazione di Roma - La dinastia Song unifica e stabilizza la Sina. Roma è inizialmente preoccupata per l'aumentato potere della Sina, ma gli imperatori capiscono che Roma adesso è inattaccabile, nuovi tentativi di conquistare la Sina sarebbero costosi e soprattutto non c'è la necessità di rischiare il lucroso commercio con l'Oriente. Così le relazioni tra i due stati restano cordiali, anche perché la Sina sostiene il controllo romano sull'India.
- 1800 dalla fondazione di Roma - 1900 dalla fondazione di Roma - Dinastia Blandia. I romani difendono i Song contro i Jurchen. A Roma arrivano molte innovazioni cinesi, tra cui la carta moneta, le banche, certi tipi di abbigliamento, che vengono romanizzati, e la polvere da sparo.
- 1900 dalla fondazione di Roma - 2000 dalla fondazione di Roma - Roma parteggia per la Sina contro i Mongoli, così la dinastia Song riesce a salvarsi. Nel frattempo riescono a comprendere le applicazioni militari delle invenzioni cinesi. Primo contatto di Roma con Nionia. I prodotti orientali sono ardentemente ambiti, ma Roma ne ha scarso interesse politico, dato che sono attraversate da lotte intestine.
- 2000 dalla fondazione di Roma - 2100 dalla fondazione di Roma - Armati di cannoni, i Romani invadono l'Etiopia. La Sina sta a guardare con preoccupazione. Go-Daigo, imperatore di Nionia, visita Roma, viene a conoscenza delle esplorazioni e delle conquiste romane e delle applicazioni della polvere da sparo.
- 2100 dalla fondazione di Roma - 2220 dalla fondazione di Roma - Go-Daigo guida la Restaurazione Keemu, combatte i suoi nemici, usando le armi da fuoco. Restaura il potere dell'imperatore e riunisce la Nionia. Intanto Roma, dopo le continue conquiste in Africa, in tale zona si trova in difficoltà per le continue ribellioni proprio in questa zona. Degli esploratori romani tentano di circumnavigare il globo, ma trovano una nuova terra ad ovest, chiamata "Terranova", ma non c'è al momento possibilità per avventure militari. Grave piaga in Europa ed in parte della Sina. L'imperatore Blandio postumo muore improvvisamente. Lotta di potere mai vista in oltre mille anni.
- 2220 dalla fondazione di Roma - 2300 dalla fondazione di Roma - Prima macchina elettrostatica. Dopo un susseguirsi di imperatori che hanno durata breve, il senato porta al potere Sesto Vincio Sacerdote. Dinastia Vincia (2204 AUC-2509 AUC). Mentre Sacerdote sta assicurandosi la sua posizione, Nionia invade la Corea ed attacca il territorio cinese. Sina chiama Roma per essere sostenuta, ma l'impero non è in grado di rispondere all'aiuto, perché in lotta per la sua stessa sopravvivenza e deve far fronte alle sue spaccature interne, alle tensioni nella regione indo-persiana ed agli effetti devastanti della piaga che ha decimato la popolazione. Sina batte Nionia da sola, ma perde larghe porzioni di territorio. Le relazioni di Roma sia con la Sina sia con la Nionia sono guastate. Roma prova a riprendersi dai gravi danni degli ultimi secoli, con lo scopo di ripristinare la solidarietà romana, Sacerdote estende la cittadinanza a tutti gli abitanti dell'impero, senza distinzione di nazionalità o religione, rifiutando solo la possibilità ai liberti di accedere alle cariche politiche.
- 2300 dalla fondazione di Roma - 2400 dalla fondazione di Roma - Nel frattempo cresce la potenza di Nionia. Gli esploratori giapponesi scoprono il continente meridionale, che lo chiamano "Goshu". Quando Nionia inizia a colonizzare Goshu, Roma è preoccupatissima per la crescente potenza di questa, poiché sta diventando una temibile rivale. Roma inizia a premere affinché Nionia cessi ad espandersi e prona Sina a sostenerla. Sina, diventata uno stato cuscinetto tra Roma e Nionia, diventa sempre più introspettiva ed il governo cinese rifiuta di esporsi. Completata conquista dell'Africa. Ancora esperimenti sull'elettromagnetismo. Roma inizia l'espansione nella parte centrale e meridionale di Terranova, dilagando prudentemente anche in Mexica, Maia ed in Aravacia. Successivamente anche Nionia entra a Terranova dall'estremo Nord. A Roma inizia il dibattito se muovere guerra, ma per la disaffezione di molti, non si fa niente. C'è molta terra, con la sua popolazione, da contendere tra le due potenze.
- 2400 dalla fondazione di Roma - 2500 dalla fondazione di Roma - Nionia si spinge verso sud, fino a quando Roma capisce che i suoi possedimenti in Terranova sono minacciati. La guerra ora è inevitabile e dura circa un secolo. I due eserciti si affrontano nel continente - i Romani si spingono verso nord dalla costa sudorientale della parte settentrionale del continente, obbligando gli indigeni a sostenerli. Le successive fasi della guerra - variano di intensità e sono interrotte da brevi armistizi - sono cruente, con battaglie navali nell'Oceano Atlantico e nei pressi di Nionia. Il costo della guerra viene pagato salato in termini di vite umane che si tratti di Romani, Nioniani o "Terranovani". L'imperatore Vincio Arcadio muore in circostanze sospette e Nasennio, il fratello di questi, prende il potere. L'economia romana è stata danneggiata dalla guerra. Durante un momento di tregua, negli ultimi anni del venticinquesimo secolo, c'è una prima rivolta nella provincia africana di Lundae. Il primo, lento ed inefficiente, veicolo elettrico a trazione magnetica riesce a viaggiare.
- 2500 dalla fondazione di Roma - 2600 dalla fondazione di Roma - La pazzia appare nella famiglia Novia. Gli africani sono momentaneamente sottomessi. Nella seconda rivolta del 2503 AUC una legione romana, male equipaggiata, viene annientata nei pressi di Mausitania (Mosi-oa-Tunya). Per questo disastro, Nasennio è accusato. Oppio Novio, nipote acquisito di Nasennio, guadagna popolarità in Senato. Dopo un'epidemia di vaiolo a Roma, Nasennio si suicida senza lasciare figli. Oppio Novio sale al potere. Dinastia Novia 2509 AUC-Presente. Roma si assicura il Nordafrica, mentre il sud chiede l'indipendenza. Sebbene Roma riesca a tenere la parte settentrionale del continente africano, però, la prima volta dopo secoli, perde il controllo della parte sud. Problemi appaiono in altre parti dell'Impero, poiché si presentano tensioni a Terranova ed in India. Nel 2512 Servio, il fratello di Oppio, muore di pazzia. Oppio cerca di ristabilire le relazioni internazionali. Cerca di rovesciare le fortune romane in Terranova settentrionale, dove i romani avanzano verso Nord. Il suo compito è facilitato anche da nuove tecnologie, quali il telegrafo inventato nel 2511 AUC. Ciò permette di migliorare il governo dei territori oltremare. Le linee telegrafiche vengono installate sotto l'Atlantico ed attraverso l'Africa. Trent'anni dopo arriva anche il telefono. Così Roma è in grado di rispondere molto più rapidamente in caso di future inquietudini. Ci sono tentativi per trovare il modo di volare. Militarmente Roma è più forte di Nionia, però è impossibile espellere i Nioniani da Terranova. Alla fine Roma trova un accordo con Nionia e definiscono i termini per spartirsi la parte Nord di Terranova. Secondo il trattato di "Mixigana", un enorme muro viene costruito nel continente per separare le due potenze. Il commercio riprende, ma la rivalità resta. Roma sviluppa nuovi potenti esplosivi. Nionia sembra che stia sempre guadagnando terreno nel gap tecnologico con Roma. Roma inizia ad espandersi nella Terranova meridionale. Roma migliora la rete stradale, mentre costruisce, nell'Impero, vie a trazione magnetica.
- 2600 dalla fondazione di Roma - 2700 dalla fondazione di Roma - Sviluppo del volo usando ali circolari, fornite di motore. Colonizzazione di Terranova settentrionale e meridionale. Corsa alle armi tra Roma e Nionia.
- 2696 dalla fondazione di Roma - Nascita di Tito Novio Fausto.
- 2702 dalla fondazione di Roma - Nascita di Lucio Novio Fausto.
- 2711 dalla fondazione di Roma - Nascita di Terzo Novio Fuasto.
- 2722 dalla fondazione di Roma - Tito si sposa con Giulia Sabina.
- 2724 dalla fondazione di Roma - Giulia dà alla luce Novia Faustina ("Makaria").
- 2730 dalla fondazione di Roma - Lucio si sposa con Drusilla Terenzia.
- 2732 dalla fondazione di Roma - Drusilla Terenzia fa nascere Druso Novio Fausto.
- 2734 dalla fondazione di Roma - Lucio è colpito da pazzia ereditaria.
- 2735 dalla fondazione di Roma - Gaio Novio Fausto Rixa muore. Tito diventa imperatore. Terzo Novio va a reprimere una rivolta Azteca, il suo coraggio gli fa guadagnare l'agnomen "Leone". Viene innalzato come eroe, ma è turbato dalla visione di centinaia di liberi Aztechi ridotti a schiavi.
- 2736 dalla fondazione di Roma - Fausto divorzia da Giulia.
- 2737 dalla fondazione di Roma - Leone si sposa con Clodia Albina. Con approvazione senatoriale, Leone diventa cesare ed erede al trono.
- 2741 dalla fondazione di Roma - Clodia dà alla luce Marco Novio Fausto Leone.
- 2749 dalla fondazione di Roma - Fausto si sposa con Tullia "Tulliola" Marciana.
- 2757 dalla fondazione di Roma - A metà agosto Leone e la moglie Clodia sono uccisi in un incidente stradale nelle Alpi Galliche.

## Edizioni
- Sophia McDougall, Romanitas, Orion, 2005.
- Sophia McDougall, Romanitas, traduzione di Lorenza Breschi, Newton & Compton, 2006, ISBN 88-541-0703-4.